# Saint-Privat, Ardèche
Saint-Privat är en kommun i departementet Ardèche i regionen Auvergne-Rhône-Alpes i sydöstra Frankrike. Kommunen ligger  i kantonen Vals-les-Bains som ligger i arrondissementet Largentière. År 2022 hade Saint-Privat 1 664 invånare.

## Befolkningsutveckling
Antalet invånare i kommunen Saint-Privat
Referens: INSEE